# 河谷舌突蛙
河谷舌突蛙（学名：Liurana vallecula）一种于中华人民共和国西藏自治区墨脱县背崩乡西让村附近的雅鲁藏布大峡谷发现的两栖动物，隶属于亚洲角蛙科舌突蛙属。

## 形态特征
河谷舌突蛙体型小，副模标本雄蛙体长14.6毫米，正模标本雌蛙体长20.4毫米。身体背部呈红褐色，具有深棕色的条纹和大理石斑纹；体侧有不规则大理石斑纹，四肢背部有横向条纹；身体腹部为浅灰褐色，具有白色大理石斑纹。

## 保护
本种于2023年被收录入《有重要生态、科学、社会价值的陆生野生动物名录》。